# Swenjewoje
Swenjewoje (russisch Звеньевое, deutsch Popehnen) ist ein Ort in der russischen Oblast Kaliningrad. Er gehört zur kommunalen Selbstverwaltungseinheit Stadtkreis Gwardeisk im Rajon Gwardeisk.

## Geographische Lage
Swenjewoje liegt sieben Kilometer nordwestlich der Rajonstadt Gwardeisk (Tapiau) an der Kommunalstraße 27K-202 von Borskoje (Schiewenau)  an der Föderalstraße A229 nach Kalinkowo (Irglacken). Die nächste Bahnstation ist Gwardeisk an der Bahnstrecke Kaliningrad–Tschernyschewskoje (Königsberg–Eydtkuhnen/Eydtkau), einem Teilstück der einstigen Preußischen Ostbahn. Bis 1945 hatte das damalige Popehnen zwei Bahnstationen – Popehnen Ziegelei und Bonslack-Popehnen – an der Bahnstrecke Tapiau-Possindern (- Königsberg) (russisch: Gwardeisk-Roschtschino (- Kaliningrad)) der Wehlau–Friedländer Kreisbahnen.

## Geschichte
Die Gründung des bis 1946 Popehnen  genannten Gutsdorfes lag nach 1317. 
Im Jahre 1874 wurde Popehnen in den neu errichteten Amtsbezirk Bonslack (russisch: Gorki, nicht mehr existent) eingegliedert und gehörte bis 1945 zum Kreis Wehlau im Regierungsbezirk Königsberg der preußischen Provinz Ostpreußen. Am 1. Dezember 1910 zählte der Ort 85 Einwohner.
Der Gutsbezirk Popehnen wurde am 30. September 1928 mit dem Gutsbezirk Bonslack (Gorki) in die Landgemeinde Schiewenau (heute russisch: Borskoje) eingemeindet und verlor damit seine Eigenständigkeit. 
1945 kam Popehnen in Kriegsfolge mit dem nördlichen Ostpreußen zur Sowjetunion. 1950 erhielt der Ort die russische Bezeichnung „Swenjewoje“ und wurde gleichzeitig dem Dorfsowjet Borski selski Sowet im Rajon Gwardeisk zugeordnet. Zeitweise war Swenjewoje selber Verwaltungssitz dieses Dorfsowjets. Von 2005 bis 2014 gehörte der Ort zur Landgemeinde Slawinskoje selskoje posselenije und seither zum Stadtkreis Gwardeisk.

## Kirche
Mit seiner mehrheitlich evangelischen Bevölkerung war Popehnen bis 1945 in das Kirchspiel der Kirche Kremitten (heute russisch: Losowoje) eingepfarrt. Es lag im Kirchenkreis Wehlau in der Kirchenprovinz Ostpreußen der Kirche der Altpreußischen Union. Heute liegt Swenjewoje im Einzugsbereich der neu entstandenen evangelisch-lutherischen Gemeinde in Gwardeisk (Tapiau), einer Filialgemeinde der Auferstehungskirche in Kaliningrad (Königsberg) in der Propstei Kaliningrad der Evangelisch-lutherischen Kirche Europäisches Russland.